# Deinonychus (együttes)
A Deinonychus holland doom metal zenekar. 1992-ben alapította Marco Kehren. Első három lemezük és korai demóik felkerültek "After the Rain Falls...An Empty Sky Remains" című EP-re. Ezeken a lemezeken csak Kehren játszik. Az 1999-es Deinonychus lemezen már a Cradle of Filth dobosa, William Sarginson játszott, 2002-es "Mournument" lemezükön már rendes létszámú együttesként működtek. 2008-ban feloszlottak.
Marco Kehren a Nihil Novi Sub Sole nevű martial industrial együttes alapítója is.
2016-ban újra összeálltak, új felállással: Marco Kehren - gitár, basszusgitár, ének, Steve Wolz - dob, Marcus Stock - billentyűk. 2017 októberében megjelent új nagylemezük, az "Ode to Acts of Murder, Dystopia and Suicide".

## Stílusuk
Az együttes zenéjét gyakran a német Bethlehem zenéjéhez hasonlítják. Zenéjüket a black-doom, death-doom, gothic metal és funeral doom stílusokba sorolják.
Az Ancient Spirit és a Vampster a Morgion, Skepticism és a My Dying Bride együttesekhez hasonlították őket.

## Diszkográfia
- The Silence of December (1995)
- When the Rain Falls (1996)
- The Weeping of a Thousand Years (1996)
- Ark of Thought (1997)
- Deinonychus (1999)
- Mournument (2002)
- Insomnia (2004)
- Warfare Machines (2007)
- Ode to Acts of Murder, Dystopia and Suicide (2017)